# Zintha hintza
Zintha hintza is een vlinder uit de familie van de Lycaenidae. De wetenschappelijke naam van de soort is voor het eerst gepubliceerd in 1864 door Roland Trimen.

## Verspreiding
De soort komt voor in Ethiopië, Oeganda, Kenia, Tanzania, Congo-Kinshasa, Malawi, Zambia, Mozambique, Zimbabwe, Botswana, Namibië, Zuid-Afrika en Swaziland.

## Waardplanten en mieren
De rups leeft op Ziziphus mauritiana, Ziziphus mucronata en Ziziphus zeyheriana. De rups wordt bezocht door de mieren Crematogaster jeanneli en Technomymex detorquens.

## Ondersoorten
- Zintha hintza hintza (Trimen, 1864)
- Zintha hintza krooni (Dickson, 1973)
  - = Castalius hintza krooni Dickson, 1973
- Zintha hintza resplendens (Butler, 1876)
  - = Castalius resplendens Butler, 1876